# Detritus (Hydrologie)
Detritus (lat. detritus „Abrieb“) ist in der Hydrologie (Gewässerkunde) die Bezeichnung für zerfallende organische Substanzen in Gewässern. Es handelt sich dabei um Feststoffe pflanzlichen oder tierischen Ursprungs, die mit Mikroorganismen besiedelt sind. Diese Form der Biomasse bildet den Ausgangspunkt für Detritus-Nahrungsketten, zu deren Beginn verschiedene Destruenten für den Aufschluss des organischen Materials sorgen.
Im Meer (Meeresschnee) und in Stillgewässern sinkt dieses als Schwebstoffe vorhandene Material langsam als Mulm zu Boden und bildet die Nahrung für Kleinstlebewesen und verschiedene wasserbewohnende Larven im Plankton und im Benthos. 

## Weitere Bedeutungen
Der Begriff Detritus wird in der Bodenkunde in einem ähnlichen Sinne verwendet, siehe Detritus (Bodenkunde). 
In der Ökologie wird Detritus zudem als Sammelbegriff für organisches Material als Ausgangspunkt von Detritus-Nahrungsketten bezeichnet, wobei hier keine Beschränkung darauf stattfindet, ob die organische Matiere an Land oder im Wasser anfällt. Fachliteratur im Bereich Biologie, sowie Lehrbücher, definieren Detritus ebenfalls als Ausgangspunkt von Stoffkreisläufen in unterschiedlichen Biotopen genutzt.
In der Medizin bezeichnet Detritus Ablagerungen, die entweder durch natürliche Abbauprozesse, durch gestörte Wundheilung oder durch Erkrankungen entstehen können.